# Elyane Boal
Elyane Eulália Alfama Duarte Freire de Andrade Boal (* 26. April 1998 in Santiago) ist eine ehemalige kapverdische rhythmische Sportgymnastin. Sie trat bei den Olympischen Sommerspielen 2016 in Rio de Janeiro an.

## Sport
Boal begann im Alter von sechs Jahren mit dem Training.
Sie sollte bei den Weltmeisterschaften 2014 in Izmir antreten, musste aber aufgrund einer Knieverletzung aussetzen. Ihr Debüt gab sie bei den Weltmeisterschaften 2015 in Stuttgart, wo sie auf Rang 111 kam. Bei den Olympischen Sommerspielen 2016 erhielt sie eine besondere Einladung. Sie schied in den Vorausscheidungen aus. Sie war die einzige schwarze Frau im Wettbewerb und erklärte im Anschluss, sie sei „überrascht und bewegt“ gewesen von der positiven Reaktion der Zuschauer, da sie auch wusste, dass sie keine gute Qualifikation erreichen konnte.